# 優勝美地攀登難度等級
優勝美地攀登難度等級（英語：Yosemite Decimal System），直譯為優勝美地十進位系統，常用縮寫標示，是一種在美國登山界普遍用來衡量徒步、健行、登山、攀岩等各種攀登路線難易度等級的系統，主要由三個部分組成。1937年南加州的山巒俱樂部將德國的攀登難度系統引進美國，歷經1950年代及60年代將早期的系統增修，特別是在優勝美地山谷的發展，之後衍生為優勝美地十進位系統，很快的擴展到全美國及北美洲，後來也流傳到東亞等部分地區。

## 歷史
十九世紀晚期到二十世紀初期，英國與德國攀登界開始對攀登路線的難易度分級，英國使用文字形容難易，德國則用數字大小分級。1894年奧地利登山家Fritz Benesch (Alpinist)將攀登難度以羅馬數字分為七個級數，Ⅰ為最難，而Ⅶ為最容易，不久攀登家們爬上了更困難的路線，就分為〇級，再更難的OO級。1923年德國攀登家Willo Welzenbach變更這個系統將大小順序顛倒，壓縮到Ⅰ至Ⅵ級，將系統原本最容易的Ⅶ級改為Ⅰ級，將最難的OO級改為Ⅳ–Ⅴ級，Ⅵ則保留給當時人類以人力不能爬上必須藉由器材輔助的級數，另外也使用英國形容系統來比較與描述阿爾卑斯山路線的難度。
1937年，美國南加州的山巒俱樂部將德國的攀登難度系統引進，用來對內華達山區的登山路線難易分成一–七級。1950年代，山巒俱樂部的系統（常稱為）經過增修之後，以便更精確的描述在加州塔奎茲岩所進行的攀岩難度。在人力能爬上最難的五級，與人力無法爬上的六級之間，增加十進位的小數點來描述攀岩的路線難度，5.0為最簡單的攀岩，5.9為當時人類所能爬上最困難的攀岩，比5.9還難的即當時以人力無法爬上的第六級，必須以人工攀登輔助，又稱「A級」（的縮寫），原來的第七級不再使用。
增加小數點的山巒俱樂部系統傳入優勝美地山谷，經攀岩運動發展改良，後來衍生為優勝美地十進位系統。1960年代，攀登家們運用更精進的技術、更強化的訓練、更先進的裝備，一再爬上前人無能爬上更困難的路線，當時被分級為人力所能及最困難的5.9路線，已比早期的5.9難很多，彼此間已形成很大的難易差距，於是將難度擴展，開放最困難的上限成為勢所必然，比「.9」更困難的路線，則引入了「.10」的難度，「YDS5.10」讀為「五點十」而不是「五點一〇」（5.10讀為「五點十」，比「五點九」大，如讀為「五點一〇」會比「五點二」還小），引進YDS5.10以後小數點已不再表示十進位了。此後攀登家們又爬上了比5.10更難的路線，在1970年代攀登界普遍承認5.11的難度之前，攀登家們爬上了許多比5.9還難的路線都被分級為5.10，先後已被分級為5.10的路線演變為彼此間難易有相當於三四級的差距，於是引入5.11（五點十一），Jim Bridwell倡議將原本已分級為5.10的難度增加小寫英文字母a–d以更細部區分:25，為攀登界普遍接受，成為5.9, 5.10a, 5.10b, 5.10c, 5.10d, 5.11a的順序，後來5.11, 5.12以上也陸續發生類似的問題，在5.10級以上都同樣以增加小寫英文字母a–d更細部區分。此系統很快傳遍美國、加拿大，後來也傳入東亞部份地區。
一般來說，5.8和5.9之間如感覺難度差了一級，5.9和5.10a之間會感覺差了一級，5.10a和5.10b之間會感覺差了一級，5.10a和5.11a之間會感覺差了四級。《登山聖經》在1974年三版描述的最難級數達到5.11，1982年四版達到5.13a，1992年五版達到5.14，2003年七版達到5.15。2017年9月，捷克攀岩家Adam Ondra爬上5.15d的難度。
攀登路線難度級數的訂定，是由多數已成功完攀該路線的攀登者，相比其過去攀登歷程與經驗，對於路線難易的感覺，以形成共識（通常以尊重首攀者的意見為主）。攀登界的共識，認為以紅點的形式攀登（redpointing），才可視為成功的完攀一條路線：也就是攀登者過去曾經攀登過這條路線，之後在同一次的攀登中，以先鋒攀登的方式從起攀到完攀都自由攀登這條路線，未曾墜落或攀附器材或懸掛在攀登繩上:122-123,131:18。不同人或同一人在不同的狀況下會有不同的主觀感覺，而難以客觀標準評斷；另外難度級數還須特別注意的是，有些比較早期開發的岩場或路線，當時運動攀登尚未發展，其難度是在當時公認最難的級數仍為5.9或5.10或5.11或5.12就已訂定，也就是說早期開發的5.9或5.10或5.11或5.12路線，可能只是表示它是當時最難的路線；如果用後來增修的標準，有些早期岩場或路線沒有用新標準重訂難度，可能實際難度不只那個級數（英文術語常稱為「sandbagging」）；另一方面，有些新開發的岩場或商業化的岩館為吸引遊客，亦有可能將難度訂得比較寬鬆（即標示同樣的難度，但爬起來感覺沒那麼難）。

## 描述
現行的優勝美地十進位系統主要由三個部分組成。描述攀登技術的難度分級（Classes (of Difficulty)），耗費心力訓練預備的投入分等（(Commitment) Grades），以及路線保護的嚴重程度（Seriousness (Rating)）。

### 難度分級
難度級數（Classes (of Difficulty)）將攀登技術的難度分級，考慮路線肢體動作的技術難度與耗力程度等因素。原本的山巒俱樂部系統從簡單到困難分成一–七級，第七級後來廢棄不用，第六級為人工攀登，一–五級為自由攀登，第五級即通稱為攀岩，級數意義隨著時間演變有些許差異。
| 級數     | 《登山聖經》初版 1960年                                  | 《登山聖經》三版 1974年 | 《登山聖經》四版 1982年 （此後開始用YDS一詞） | 《登山聖經》五版 1992年 | 《登山聖經》六版 1997年 |
| -------- | -------------------------------------------------------- | --- | --------------------------------------------- | --- | --- |
| 一級     | 走路，穿鞋有幫助                                         | 越野健行，不用到手 | 健行                                          | 健行級攀爬到岩坡行進，通常不必用手                                                                                                 | 健行 |
| 二級     | 攀爬（scrambling），會用到手，穿登山鞋較好                         | 攀爬，用手會有幫助，不用繩索，但為求安全也許可帶繩索 | 越野攀爬                                      | 牽涉到攀爬可能會用到手，除了初學或特別笨拙以外不用繩索                                                                             | 簡單攀爬，可能有時候會用到手 |
| 三級     | 簡易的攀登（climbling），有點暴露，最好攜帶繩索                   | 簡易的攀登，有用到手的攀爬，有基本的攀登技術會有幫助，要有繩索，初學者也許會想用繩索                                                                                               | 攀登，初學者會用繩索                          | 可能有和緩的暴露，經常用到手的簡單攀登或攀爬，應該有繩索                                                                           | 攀爬，用到手保持平衡，可能會帶繩索（用到手保持平衡為八版以後增修）                                                                             |
| 四級     | 和緩的攀登，非常暴露，確保很重要                         | 使用繩索有確保的攀登，確保可能固定在天然物或人工器材，有些動作可能困難達到五級，但是只在安全的很短繩距或天然的保護點（protection，常簡稱為，又有譯為「支點」、「固定點」）如樹木、灌叢、岩角 | 有確保的攀登                                  | 牽涉到中級的攀登，多數人因地形暴露而要使用繩索，墜落可能很嚴重或是致命；所有的初學與平凡的攀登者須要確保，通常很容易找到天然保護點 | 簡易的攀登，通常地形曝露，常會用到繩索，墜落可能會致命，通常很容易找到天然保護點                                                               |
| 五級     | 困難的攀登，非常暴露，以岩釘或其他固定器材用來保護攀登者 | 使用繩索的攀登，須要用繩鏈、人工岩楔、岩釘確保 | 先鋒攀登放置固定點                            | 攀登涉及到領攀者使用繩索、天然或人工的保護點用來保護以免長距離的墜落                                                               | 開始視為攀岩，攀登涉及到使用繩索、確保、天然或人工的保護點用來保護領攀者以免長距離的墜落                                                       |
| 六級 A級 | 極難的攀登，以岩釘或其他固定器材用來協助攀登             | 改稱A級（Class A; Aid; Artificial）使用繩索、利用人工裝置協助攀登，例如踩在岩釘上、或繩鏈、繩梯，再以A1、A2、……、A5區分難度                                                                                | 人工攀登，提到C級數（Clean aid）              | 一至五級歸類在自由攀登，人工攀登改在另一章節，再以A0/C0, A1/C1, A2/C2, A3/C3, A4/C4, A5/C5區分難度                                 | 人工攀登改在另一章節，再以A0/C0, A1/C1, A2/C2, A2+/C2+, A3/C3, A3+/C3+, A4/C4, A4+/C4+, A5/C5, A5+區分難度（A5+沒有對應的C5+，為理論上的級數） |
| 七級     | 不可能攀登，必須有超自然的神力協助                       | 不再使用 |                                               | | |

在人力能爬上最難的五級通稱攀岩，與人力無法爬上的六級之間，增加小數點來細分攀岩的路線難度，由簡單到困難為5.0, 5.1, 5.2,... , 5.9, 5.10（五點十）……，在5.10以後再加上小寫英文字母a–d以細部區分難度，如5.10a, 5.10b, 5.10c, 5.10d, 5.11a,...，此系統並沒有最困難的上限，目前已被人類爬上的最難路線已達到5.15d（五點十五d），5.15的路線目前全世界只有如Adam Ondra、Sébastien Bouin、Chris Sharma、Angela Eiter等極少數菁英攀岩家爬得上去。
| 級數     | 塔奎茲岩原始模式路線 1956年 | 《登山聖經》四版 1982年 （此版開始用YDS一詞）                                                        | 《登山聖經》五版 1992年                                                                              | 《登山聖經》六版 1997年                                                                                             | 《登山聖經》八版 2010年 （九版與八版雷同）                                                    |
| -------- | --------------------------- | --- | --- | --- | --------------------------------------------------------------------------------------------- |
| 5.0      | (1936)                      | 5.0–5.4: 每個動作都有完整各兩個手腳點，隨著級數增加，手腳點越來越小                                  | 5.0–5.4: 體能強健的攀登者，通常能用很少、或根本不用任何攀岩技術，憑本能攀上這種級數                  | 5.0–5.7: 對有經驗的攀岩者很容易，多數初學者從這開始                                                                 | 5.0–5.7: 對有經驗的攀岩者很容易，多數初學者從這開始                                           |
| 5.1      | (1936) 1974年版改為         | 5.0–5.4: 每個動作都有完整各兩個手腳點，隨著級數增加，手腳點越來越小                                  | 5.0–5.4: 體能強健的攀登者，通常能用很少、或根本不用任何攀岩技術，憑本能攀上這種級數                  | 5.0–5.7: 對有經驗的攀岩者很容易，多數初學者從這開始                                                                 | 5.0–5.7: 對有經驗的攀岩者很容易，多數初學者從這開始                                           |
| 5.2      | (1944)                      | 5.0–5.4: 每個動作都有完整各兩個手腳點，隨著級數增加，手腳點越來越小                                  | 5.0–5.4: 體能強健的攀登者，通常能用很少、或根本不用任何攀岩技術，憑本能攀上這種級數                  | 5.0–5.7: 對有經驗的攀岩者很容易，多數初學者從這開始                                                                 | 5.0–5.7: 對有經驗的攀岩者很容易，多數初學者從這開始                                           |
| 5.3      | (1950)                      | 5.0–5.4: 每個動作都有完整各兩個手腳點，隨著級數增加，手腳點越來越小                                  | 5.0–5.4: 體能強健的攀登者，通常能用很少、或根本不用任何攀岩技術，憑本能攀上這種級數                  | 5.0–5.7: 對有經驗的攀岩者很容易，多數初學者從這開始                                                                 | 5.0–5.7: 對有經驗的攀岩者很容易，多數初學者從這開始                                           |
| 5.4      | (1936)                      | 5.0–5.4: 每個動作都有完整各兩個手腳點，隨著級數增加，手腳點越來越小                                  | 5.4–5.7: 須要用到如擠塞等攀岩技術，或用力量                                                          | 5.0–5.7: 對有經驗的攀岩者很容易，多數初學者從這開始                                                                 | 5.0–5.7: 對有經驗的攀岩者很容易，多數初學者從這開始                                           |
| 5.5      | (1947,1957)                 | 5.5–5.6: 對有經驗的攀登者來說，完整各兩個手腳點明顯都在，但新手不見得看得出來                        | 5.4–5.7: 須要用到如擠塞等攀岩技術，或用力量                                                          | 5.0–5.7: 對有經驗的攀岩者很容易，多數初學者從這開始                                                                 | 5.0–5.7: 對有經驗的攀岩者很容易，多數初學者從這開始                                           |
| 5.6      | (1942)                      | 5.5–5.6: 對有經驗的攀登者來說，完整各兩個手腳點明顯都在，但新手不見得看得出來                        | 5.4–5.7: 須要用到如擠塞等攀岩技術，或用力量                                                          | 5.0–5.7: 對有經驗的攀岩者很容易，多數初學者從這開始                                                                 | 5.0–5.7: 對有經驗的攀岩者很容易，多數初學者從這開始                                           |
| 5.7      | (1946)                      | 動作少了一個手點或腳點                                                                               | 5.7–5.9: 這種級數通常須要岩鞋、好的技術、而且要用力                                                  | 5.0–5.7: 對有經驗的攀岩者很容易，多數初學者從這開始                                                                 | 5.0–5.7: 對有經驗的攀岩者很容易，多數初學者從這開始                                           |
| 5.8      | (1937)                      | 動作少了兩個點，或是少了一個點卻很費力                                                               | 5.7–5.9: 這種級數通常須要岩鞋、好的技術、而且要用力                                                  | 5.8–5.9: 多數的周末攀岩者覺得舒適，須要使用特定的攀登技術爬上，例如擠塞、背向後倚、撐體站立等                       | 5.8–5.9: 多數的周末攀岩者覺得舒適，須要使用特定的攀登技術爬上，例如擠塞、背向後倚、撐體站立等 |
| 5.9      | (1952)                      | 動作只有一個合理的手點或腳點                                                                         | 5.7–5.9: 這種級數通常須要岩鞋、好的技術、而且要用力                                                  | 5.8–5.9: 多數的周末攀岩者覺得舒適，須要使用特定的攀登技術爬上，例如擠塞、背向後倚、撐體站立等                       | 5.8–5.9: 多數的周末攀岩者覺得舒適，須要使用特定的攀登技術爬上，例如擠塞、背向後倚、撐體站立等 |
| 5.10     |                             | 動作沒有任何合理的手腳點，只能假裝那裡有點，祈禱可以爬上去或者回家                                   | 5.10以上: 除了岩鞋、優秀的技術、力量以外，這種級數還須要特別的攀岩技術訓練，並且投入時間心力保持狀態 | 5.10: 很投入的休閒攀岩者能達到這個程度                                                                              | 5.10–5-11: 很投入的休閒攀岩者能達到這個程度                                                   |
| 5.11     |                             | 在仔細檢視之後，你認為這個動作明顯是不可能的，但有時還是有人確實能完成，由於沒有任何手點，用兩手摸著 | 5.10以上: 除了岩鞋、優秀的技術、力量以外，這種級數還須要特別的攀岩技術訓練，並且投入時間心力保持狀態 | 5.11–5.14: 屬於真正專家的領域，要求大量的訓練與天賦，而且常常須要在路線上反覆的練習（七版最難5.15，其餘與六版雷同） | 5.10–5-11: 很投入的休閒攀岩者能達到這個程度                                                   |
| 5.12     |                             | 光滑如鏡又垂直的岩壁，沒有人確實能做這個動作，雖然還是有極少數的人宣稱他們做到了                     | 5.10以上: 除了岩鞋、優秀的技術、力量以外，這種級數還須要特別的攀岩技術訓練，並且投入時間心力保持狀態 | 5.11–5.14: 屬於真正專家的領域，要求大量的訓練與天賦，而且常常須要在路線上反覆的練習（七版最難5.15，其餘與六版雷同） | 5.12–5.15: 屬於真正專家的領域，要求大量的訓練與天賦，而且常常須要在路線上反覆的練習           |
| 5.13     |                             | 與5.12相同，而且是懸岩                                                                               | 5.10以上: 除了岩鞋、優秀的技術、力量以外，這種級數還須要特別的攀岩技術訓練，並且投入時間心力保持狀態 | 5.11–5.14: 屬於真正專家的領域，要求大量的訓練與天賦，而且常常須要在路線上反覆的練習（七版最難5.15，其餘與六版雷同） | 5.12–5.15: 屬於真正專家的領域，要求大量的訓練與天賦，而且常常須要在路線上反覆的練習           |
| 5.14以上 |                             | | 5.10以上: 除了岩鞋、優秀的技術、力量以外，這種級數還須要特別的攀岩技術訓練，並且投入時間心力保持狀態 | 5.11–5.14: 屬於真正專家的領域，要求大量的訓練與天賦，而且常常須要在路線上反覆的練習（七版最難5.15，其餘與六版雷同） | 5.12–5.15: 屬於真正專家的領域，要求大量的訓練與天賦，而且常常須要在路線上反覆的練習           |

原本的難度分級，只考慮一條路線中最困難的肢體動作技術難度與耗力程度等因素，多繩距路線只考慮最難的繩距，並不考慮路線是否容易保護、天候、偏遠、暴露、破碎、驚嚇、危險程度等非技術能力問題。例如說一條馬路邊的短路線都很簡單卻有一個5.12a的動作，另一條路線在偏遠的高海拔深山有持續多個最難5.12a的動作，都會被分級為5.12a。後來受到運動攀登興起與其他難度系統的影響，也加入考慮整條路線整體的感覺，例如前面例子的前一條也許會標為5.12a-，後一條也許會標為5.12a+，甚至5.12b-。

### 投入分等
難度分級只考慮攀登路線所須要的肢體動作技術難度，無法區分馬路邊的短路線和要耗盡心力長期準備耗費好幾天的長路線與偏遠高山的路線，為了能表示攀登路線所須的整體投入程度，於是1960年代引入了美國國家攀登分級系統（National Climbing Classification System (NCCS)），將多繩距的大牆攀登與高山攀登依耗費時間與技術難度整體綜合分等（Grades），以大多數訓練有素的攀登隊伍為基準（然亦有極少數攀登菁英能在數小時內完攀Ⅵ等的路線，例如酋長岩）評估路線長度、高難度繩距的段數、最難繩距的級數、平均繩距難度、投入程度、尋找路線問題、攀登耗費時間等因素，也有些會考慮接近路線的風險複雜度與路線的偏遠程度，以羅馬數字分等（Grades (Commitment Rating)），原本為Ⅰ–Ⅵ等，2017年出版《登山聖經》九版又新增Ⅶ等描述耗費更多時間心力的高海拔遠征級超長路線
Ⅰ等（ Ⅰ）通常花費數小時攀登，前往容易不耗時，可能有些短程的技術難度，無複雜地形
Ⅱ等（ Ⅱ）花費約半天攀登，有些技術難度
Ⅲ等（ Ⅲ）攀登有技術的路段需耗費一天，而且平均技術難度比先前等數更難
Ⅳ等（ Ⅳ）攀登有技術的路段需耗費一整天，通常較難的繩距難度不低於5.7（YDS級數）
Ⅴ等（ Ⅴ）很長的大牆攀登，通常要一天半才能完成，在牆上露宿，更挑戰的繩距一般難度在5.8以上，只有很強的隊伍可以在一天內完攀
Ⅵ等（ Ⅵ）持續兩天以上的大牆攀登，有許多困難的長路線自由與（或）人工攀登繩距（例如酋長岩的多數路線）
Ⅶ等（ Ⅶ）比先前等數花費更長時間，至少10天的艱苦，在高山上更挑戰的極端長路線自由與（或）人工攀登，惡劣的氣候，在極偏遠的地方須以遠征的方式接近相當複雜高風險的地形（例如鄰近K2的Trango Towers#Great Trango、梅魯峰的鯊魚鰭）

### 嚴重程度
難度分級只考慮路線中最困難的肢體動作技術難度，並不考慮墜落時可能的風險，同一條路線依原始定義用事先設立穩固支點的運動攀登和傳統方式攀登難度級數會是一樣的，於是須要另外的等級表示攀登的嚴重程度（Seriousness (Rating)）。1980年引入了嚴重等級，有些不同的表達方式，常見以電影分級制度的方式表達：
G（普遍級）每個保護點都很穩當
PG或PG-13（保護級）保護足夠，雖有些地方無法放置穩當的保護點，但如果有適當的放置，PG的墜落不會很遠，PG13的墜落可能有點遠，但不至於受嚴重撞擊受傷
R（輔導級）保護被認為是不足的，可能會有長距離甩很遠的大墜落，可能會受重傷
X（限制級）不當或完全沒有保護，一旦墜落就會飛很遠，有嚴重的後果甚至死亡
通常G、PG會省略不特別標示出來。

## 使用
- 世界最著名的優勝美地大峭壁攀登酋長岩的經典路線鼻子（英语：The Nose (El Capitan)），其難度等級標示為「Ⅵ 5.9 C2 或 5.14a」。「Ⅵ」等的意思是「持續兩天以上的大牆攀登，有許多困難的長路線自由與（或）人工攀登繩距」（大多數訓練有素的隊伍以31個繩距，花費4天攀登）；「5.9 C2」代表最難的自由攀登繩距技術難度為5.9級、最難的人工攀登繩距難度為C2，而以C（Clean（英语：Clean climbing））標示人工攀登難度，表示在路線上再使用鑽孔、螺栓、岩錘、岩釘等會破壞岩壁的器材是不再能接受的；鼻子由Lynn Hill在1993年首次全程被以自由攀登爬上，「或 5.14a」代表如果人工攀登的繩距全部都改採用自由攀登，最難繩距難度為5.14a級。
- 酋長岩另一條大峭壁攀登的經典路線黃道帶（Zodiac），其難度等級標示為「Ⅵ 5.7 A2 或 C3+F R 或 5.13d」，表示最難的自由攀登繩距5.7、最難的人工攀登繩距如使用岩錘、岩釘等器材難度會是A2；「C」（clean）代表不使用岩錘、岩釘，「F」（fixed gear）代表必須利用在路線上前人遺留已安裝好的固定器材，最難的人工攀登繩距難度會由A2升級為C3+與C3F；「R」代表有繩距如果攀登者墜落可能會撞到岩階受重傷；或是全程自由攀登最難繩距為5.13d。

### 台灣
在台灣形成攀岩界共識的攀岩難度分級，始於1980年代初，當時被台灣攀岩界認為不可能爬上，在大砲岩遭炸毀砲管遺跡上的路線「陽光懸岩」，以及龍洞岩場校門口的經典裂隙傳統路線，雙雙被來訪的美國人馬耀光爬上，並認為其難度皆為YDS5.8。不可能被打破後，眼界與心智大開的台灣攀岩界陸續爬上這些路線以及更難的路線，於是其餘的路線皆依此為基準訂定YDS難度級數。後來運動攀登興起之後，的難度被修訂為5.10a。

## 外部連結
- 對於難度應有的認知 （页面存档备份，存于）